# 道前平野

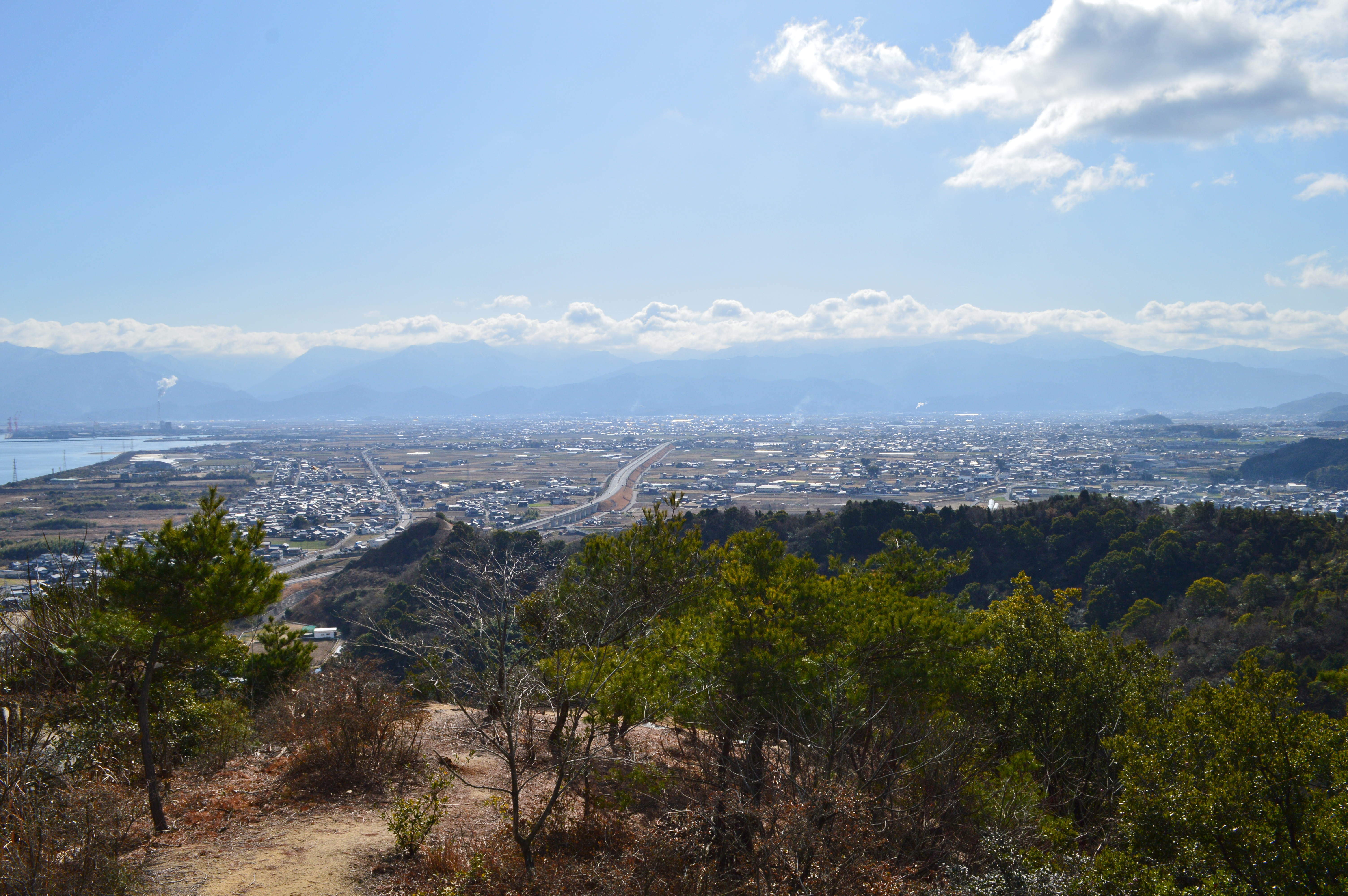
道前平野
（北方の永納山より望む）

道前平野（どうぜんへいや）は、中山川が形成した扇状地で、愛媛県東予地方の旧周桑郡（丹原町、東予市）の沖積平野である。「周桑平野」とも呼ばれ、加茂川が形成した西条平野とはその成り立ちから区別される。なお西条平野とは平地としては連続しているが、先述のとおり、その成り立ちが異なっており、一般的に中山川とその支流で形成された扇状地部分のみを指す。
西条平野と新居浜平野は間に丘陵がある。

## 地理
旧周桑郡（現在の西条市の西部）の大部分を占め、北は高縄山系に、南は四国山地に囲まれ、東を燧灘に接する。地形として、急な扇状地を成している。道後平野と同じように稲作が行われている。また、丘陵部では柿や温州みかんをはじめとする果樹が栽培されている。